# Music @ Work
Music @ Work è il settimo album in studio del gruppo musicale canadese The Tragically Hip, pubblicato il 6 giugno 2000 dall'Universal Music Group.

## Tracce
Testi e musiche dei The Tragically Hip
1. My Music at Work – 3:06
2. Tiger the Lion – 5:30
3. Lake Fever – 4:34
4. Putting Down – 3:13
5. Stay – 3:22
6. The Bastard – 4:54
7. The Completists – 3:07
8. Freak Turbulence – 2:53
9. Sharks – 4:14
10. Toronto #4 – 2:59
11. Wild Mountain Honey – 3:56
12. Train Overnight – 3:17
13. The Bear – 3:55
14. As I Wind Down the Pines – 2:34

## Successo commerciale
Music @ Work ha esordito al 1º posto della classifica canadese con 45 396 copie vendute, segnando il loro sesto album a raggiungere la prima posizione. L'album è rimasto 6 settimane in classifica ed è certificato 2 dischi di platino.

## Classifiche
| Classifica (2000) | Posizione massima |
| ----------------- | ----------------- |
| Canada            | 1                 |
| Stati Uniti       | 139               |